# Pezinská Baba
Pezinská Baba je lyžařské středisko na hřebeni Malých Karpat v nadmořské výšce 527 m n. m. ve vzdálenosti 12 km od Pezinku .
Nacházejí se zde 3 lyžařské tratě s délkou 500, 700 a 1 000 m a 5 vleků v celkové kapacitě 3 120 osob za hodinu. Jsou zde tratě na běžecké lyžování s délkami 1, 2 a 5 km a dráha na sáňkování.